# Pseudochaeta pyralidis
Pseudochaeta pyralidis là một loài ruồi trong họ Tachinidae.